# Fluminense Football Club
Fluminense Football club, ofte blot kaldet Fluminense, er en brasiliansk fodboldklub fra Rio de Janeiro. En række store stjerner har fået deres gennembrud i klubben, herunder Gérson, Carlos José Castilho, Romerito, Rivelino, Welfare og Romário. Klubben har vundet det brasilianske mesterskab fire gange, senest i 1970, 1984, 2010, 2012.
| Fodbold | Spire Denne artikel om en fodboldklub er en spire som bør udbygges. Du er velkommen til at hjælpe Wikipedia ved at udvide den. |

- Wikimedia Commons har flere filer relateret til Fluminense Football Club